# Храм Благовещения Пресвятой Богородицы на Слупи
Храм Благовещения Пресвятой Богородицы на Слупи (чеш. Chrám Zvěstování přesvaté Bohorodice Na Slupi), ранее Костёл Благовещения Девы Марии на Слупи (чеш. Kostel Zvěstování Panny Marie Na Slupi) — двухнефный православный храм в Праге в районе Нове-Место. Построен в 1360—1375 годах в готическом стиле при монастыре ордена сервитов. Его современный вид в значительной степени можно отнести к неоготическому стилю. С 1995 года относится к Пражской епархии Православной церкви Чешских земель и Словакии.

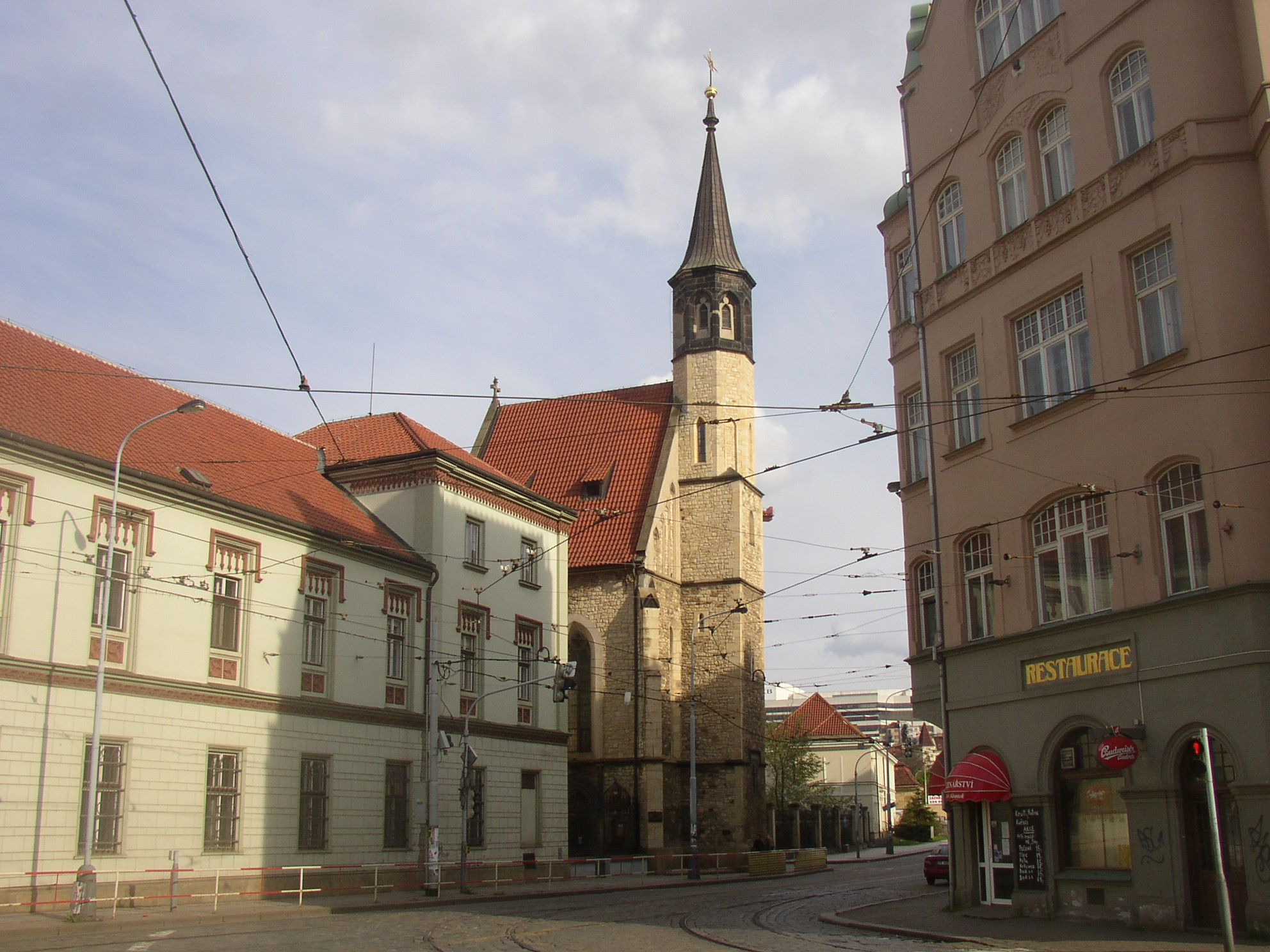
Со стороны Свободовой улицы

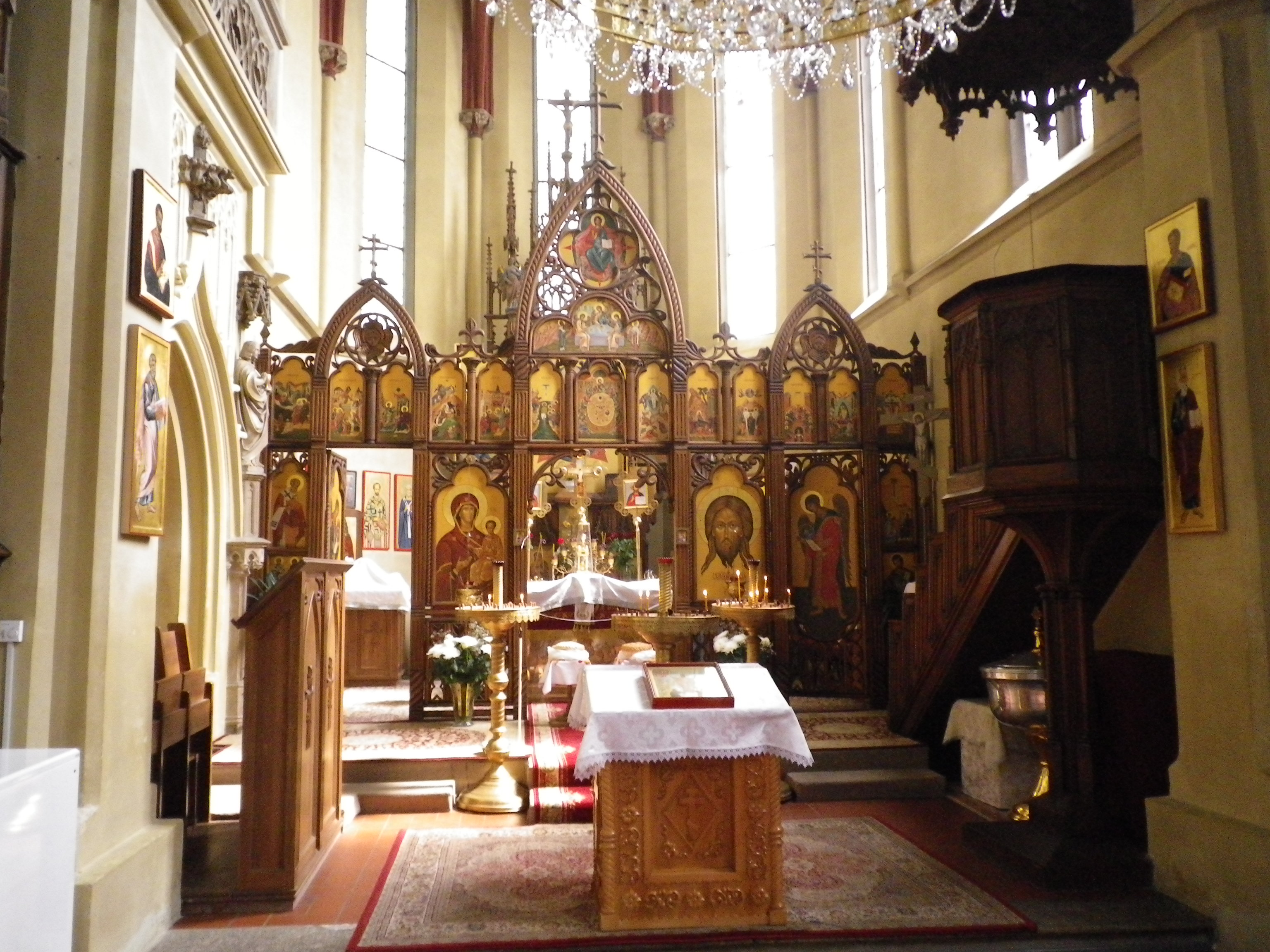
Интерьер церкви, алтарь.

## Название
Старейшие название этой церкви и целого монастыря «in viridi» («на зелёном») . Позднее это название было изменено на «Na travnicku» («на траве») вероятно из за зеленых лугов в долине реки Ботич, где монастырь был основан. В средних веках монастырь и церковь называли просто как «Ботич», в соответствии с названием реки. Сегодняшнее название «На Слупи» имеет свои истоки в XVI веке и происходит от «Slupi» — водяные резервуары для рыб, которые были размещены в соседнем поселении Ботич. Православная церковь была названа в честь Благовещения Пресвятой Богородицы.

## История
Орден Сервитов, также орден служителей Девы Марии, был основан в XIII веке и их целью была бесконечная преданность Деве Марии. По традиции в 1233 г. в день Успения, явился святой дух, что подействовало на семь Флорентийцев, которые по традиции отказались от своих предыдущих жизней и укрылись в одиночестве в Монте Сенарио, где основали большой монастырь. В Праге Сервиты впервые появляются в 1360 г. Сервиты были отнесены к числу нищенствующих орденов.

#### Правление Карла IV
Легенда гласит, что король Карел I Люксембургский основал монастырь после своей болезни, когда перед изображением во флорентийском монастыре сервитов обещал, что построит в Богемии монастырь ордена, в качестве благодарности за своё выздоровление. Другим возможным источником вдохновения для основания монастыря Карелом I могут быть усилия по укреплению ухудшающейся религиозной жизни Чехии, в частности Праги, во второй половине XIV века. Король попросил у папы римского Иннокентия VI разрешения основать новый монастырь сервитов в Праге и его желание было удовлетворено. Монастырь был основан в 1360 году, а затем сразу же началось строительство церкви. По утверждению хрониста Бенеша Крабице из Вейтмиле, церковь была основана в старой капелле Девы Марии.

#### Во времена Гуситских войн
Во времена Гуситского периода в 1420 г. монастырь был разграблен местными жителями и скорее всего был, также, сожжен. Монахи монастыря были в то время, вероятно, уже в изгнании. Монастырь «На Слупи» оказался между двумя воюющими сторонами и 15 сентября 1420 местные жители построили две большие катапульты возле пресвитерия монастырской церкви. Оба оружия были уничтожены нападавшими. Местные жители тогда проломили южную стену, чтобы иметь возможность поместить пушку прямо в монастырской церкви и направить её на королевский гарнизон на Вышеграде. По этим причинам, в монастыре были заново возведены своды (приблизительно между 1436 г. и 1480 г.)
Сервиты, вероятно, вернулись в монастырь сразу после окончания гуситских войн, что видно из документов финансового пожертвования монастырю в 1439-м году. Ремонт церкви, однако, происходил только после 1480 года и был профинансирован, в основном, благотворителями. Житель Нового города Николай Реплик (чеш. Mikuláš Replík) пожертвовал церкви колокол, который, однако, был снят с колокольни прихожанами церкви святого Войтеха и был перенесен в их церковь. Несмотря на многочисленные пожертвования, монастырь был очень беден и в 80-е годы XV века был, вероятно, полностью заброшен монахами и уход за монастырем перешёл к королевской администрации. В 1498 г. монахи церкви святого Войтеха (kostel sv. Vojtěcha) купили церкви на Слупи новый колокол. Церковь была в то время представлена Швабом из Хватлин (чеш. Šváb z Chvatlin), Духеком (чеш. Duchek) и Микулашем (чеш. Mikuláš). Их подписи можно найти на замковом камне свода нефа внутри церкви. Условия в монастыре были и дальше очень плохи, здание было полуразрушено. В 1554 г. последний приор монастыря Ондржей Бергманн (чеш. Ondřej Bergmann) написал королевскому аббату письмо, в котором поручает себя и церковь под его защиту. Аббат августинского ордена выполнил его просьбу.

#### После Битвы на Белой горе
Многое неизвестно о дальнейшей судьбе монастырских зданий, только что «Монастырь на Слупи» и дальше оставался под руководством «Церкви на Карлове», во времена Матиаша говорится о его возможном пожертвовании руководству карловской церкви. Однако Сервиты обладали значительным влиянием у австрийского двора, которое после битвы на Белой горе использовали для получения средств на восстановление монастыря в Праге и возвращения ордена, что сбылось в 1626 г. В заброшенном монастыре поселились трое монахов, которые подчинялись более новому большому сервитскому монастырю Михаила в Старом городе. Важность «Церкви на Слупи» была второстепенной до ликвидации ордена. Неспокойный период около 1648 года не позволял вести большие строительные работы в монастыре, поэтому были отремонтированы только самые важные части. Решение о ремонте было принято после визита генерального предводителя ордена, реконструкция произошла несколько лет спустя в 60-х годах XVII века. В 1710 году в монастыре жило 17 монахов. Строительство монастырских зданий было завершено в 1726 году. В начале XVIII века сервитский орден был в Богемии на пике своего развития, выросло количество сторонников и благотворителей. В 1707 году монастырь даже купил на пожертвования Длуговецкий дом (чеш. Dlouhovesky dum) с часовней, который позже продал монастырю Альбертинок. В 1732 году был изменён интерьер церкви, был создан новый главный алтарь, лестница при алтаре, перегородка и мраморный пол.

#### Эпоха Просвещения
Монастырь был серьёзно поврежден во время обстрелов семилетней войны 1757 года. В последующий период Просвещения было широко распространено недовольство к европейской монашеской жизни. Во время правления Иосифа Второго, в 1783 году сервитские монастыри Старого и Нового города были объединены и семь монахов, живущих в то время в «монастыре На Слупи» были переведены в «монастырь св. Михаила». В 23.6. 1786 года сервитский орден был ликвидирован и «церковь На Слупи» перестала быть религиозным зданием. Монастырь стал артиллерийской казармой, в 1785—1792 годы и 1822—1850 был военным учебным заведением, и, одно время, даже общежитием.

#### XIX век

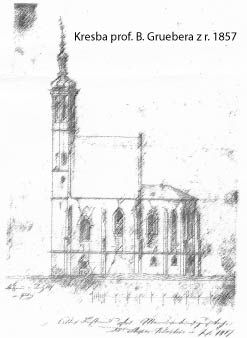
Рисунок церкви «На Слупи» от Бернарда Грубера 1857 год.

В 1856 монастырь был расширен и перестроен, чтобы здесь мог находиться Екатерининский институт для душевнобольных. Это снова привлекло внимание к церкви, которая была заново освящена в 1856-м году.
Многочисленными готическими обновлениями во время ремонта 1858—1863 годов (другой источник говорит с 1856 по 1858) руководил архитектор и историк Бернард Грубер (чеш. Bernard Grueber). Одноэтажное здание бывшего монастыря мы видим сегодня в нео-готическом стиле под сильным влиянием реставрации Грубера. Монастырские здания снова были перестроены в 1910 году, в настоящее время в них находится кожная клиника Карлового Университета. Кроме того, большую часть сегодняшнего внешнего вида церкви можно отнести к Груберу, в том числе, обстановку интерьера церкви, опять же в готическом стиле. Во время Грубера в церкви был построен церковный хор и низкая крыша пресвитерия была поднята до высоты, требуемой для готического стиля. Грубер также спроектировал внутреннее оборудование церкви, например перегородку у алтаря, дверь, алтарь, амвон, подсвечники и дарохранительницу. Последнее важное изменение вида церкви произошло в 1914—1916 годах, когда внешняя штукатурка была удалена и заменена кирпичной кладкой под руководством строителя Франтишка Шлаффера (чеш. František Schlaffer).

## Оборудование церкви
В XVIII веке церковь была заполнена декором в стиле барокко и в 1732 году получила новый алтарь. После ликвидации ордена сервитов, церковь была осквернена и её художественный инвентарь разобрали. Монастырь Альбертинок получил часть картин и скульптур, которые в настоящее время мы можем видеть в их церкви или монастыре, например, копию флорентийской картины Благовещения Девы Марии. О судьбе картин алтарей и органных труб пока ничего не известно. Текущая внутренняя обстановка церкви относится к временам архитектора Бернарда Грубера (чеш. Bernard Grueber), преимущественно в псевдо-готическом стиле. На главном алтаре висит картина Благовещения Девы Марии 1857 года от Леопольда Купельвизера. В церкви есть два боковых алтаря по сторонам триумфальной арки, алтарь святой Анны и алтарь святого Иосифа на северной стороне. К мастерской Грубера также относятся органы и кропильница.

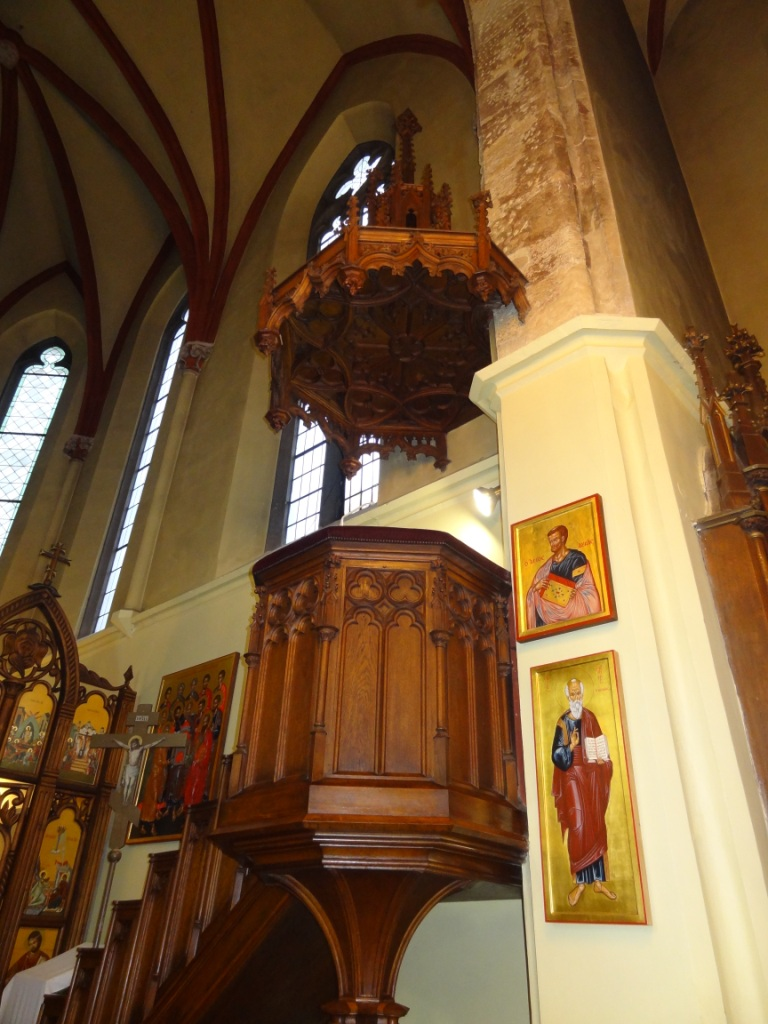
Неоготический амвон

#### Надгробия

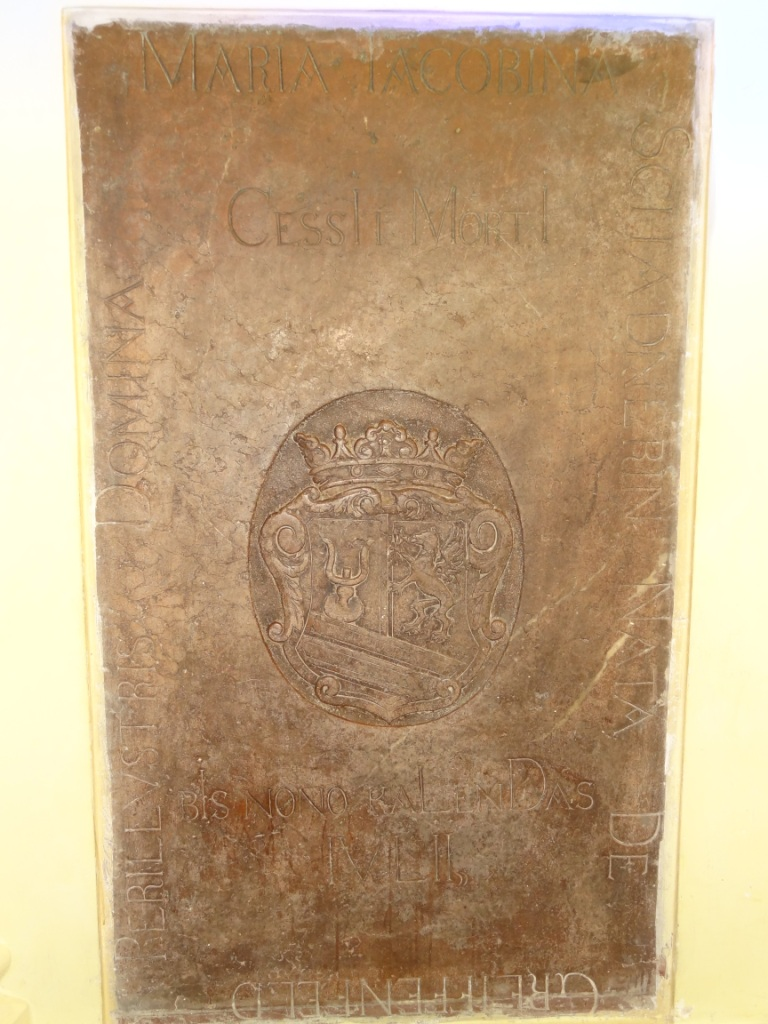
Надгробие Марии Якобины Шаднерове

Церковь имеет несколько надгробий. Надгробная плита за алтарем несёт имя Яна Петра Дейма из Стржитежа (чеш. Jan Petr Dejm ze Střítěže), кроме того в хорах есть заглубленная до земли плита, покрывающая могилу сервитов. В нефе также находится надгробный камень барона Шонебека (нем. Schönebeck). Под хорами на северной стороне расположено надгробие Магдалены Премеровой (чеш. Magdalena Premerová), а на южной стороне надгробие Марии Якобины Шаднеровоё (чеш. Maria Jakobína Schadnerová).

## Архитектура
Ориентация церкви традиционная, алтарь ориентирован на восток. Главные хоры церкви не имеют полностью доминирующего положения, отсутствует стремление к массивности и сильной вертикальности, что было типично для ранее готического периода. Оригинальные части церкви построены во времена Каролинской готики и являются примером разнообразия и типовой пестроты церковной архитектуры Нового города того времени.
Щит нефа значительно превышает нижнею крышу пресвитерия. Западная сторона фасада достаточно строга, её среднюю треть занимает призматическая четырёхгранная башня. Почти всю северную сторону монастырской церкви закрывают строения бывшего монастыря.

#### Части церкви
Церковь состоит из трех частей: алтаря, нефа и башни. Пресвитерий состоит из одного слегка вытянутого свода и пятиугольной постройки. Планом нефа является почти идеальный квадрат, также как и планом башни, стоящей на оси западного фасада здания.

##### Окна

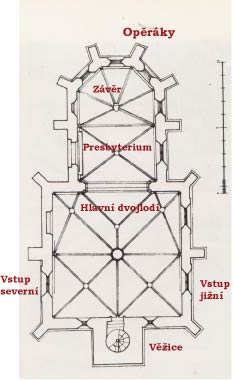
план церкви «На Слупи»

Между колоннами находятся стрельчатые узкие окна с узорами, в конце расположено простое окно, северное окно заделано кирпичом, а на южной стороне у хоров районантное окно. Старая простая обшивка окон с фаской сохранилась лишь немного, окна, в основном, грубо покрыты штукатуркой. Косые подоконники переходят в карниз, который окружает все здание, вместе с простым скошенным цоколем. В западной половине нефа находятся на севере и на юге, под окнами, полностью обновленные порталы, закрытые килевидной аркой с букетом цветов и пинаклями по сторонам. Нынешняя форма обоих порталов появилась во время архитектора Грубера.

##### Интерьер
Размеры кораблей (нефов): 9.5 х 9,65×12 м
Хоры созданы в псевдо-готическом стиле, их окружает выразительный, полностью обновленный карниз. Из карниза выходят держатели сводовых ребер, а под ними расположены консоли современного типа. Держатели имеют чашевидные капители, которые покрыты резными виноградными и капустными листьями. На колоннах нефов есть ещё листья липы. Сохранились колонны посередине двух продольных стен и в западных углах.

##### Замковые камни
Замковый камень в конце церкви несёт щит с рельефом чешского льва. На замковых камнях восточной части можно встретить родовые знаки изображающим руку с двумя растопыренными пальцами. На юго-восточном ребре примерно посередине также могут быть найдены щиты с подписями каменщиков. В западной части находятся замковые камни со стилизованными розами и рисунком, изображающим ворота между двумя башнями с зубцами, на которых стоит ягненок; что является знаком правящей семьи Швабов из Хватлин (чеш. Šváby z Chvatlin). Передние арки имеют пазовое профилирование.

##### Неф
Уникальным является центральный зал, который сведен на единственный центральный цилиндрический столб поддерживающий свод. Столб имеет цилиндрическое основание и малое кольцо в верхней части. Ребра свода прикреплены на столб с помощью малых консолей . Главные два нефа (корабля) (dvoulodi) имеют почти квадратный план. Оба западных квадратных поля имеют простой крестовый свод из ребер. Свод восточной части сделан с помощью пояса системы трех полей, чьи основания избегают пика триумфальной арки.
Пресвитерий На северной стороне конца церкви находится вход до ризницы, построенной в псевдо-готическом стиле. Ризница прямоугольная и имеет простой цилиндрический свод. Свод пресвитерия традиционно с одним полем прямоугольного крестового свода с ребрами в передней части и sestipaprscitou klenbou в конце. В пресвитерии обычные грушевидные ребра. В западной части церкви ораторский балкон, также в псевдо-готическом стиле от архитектора Грубера. Он доступен с первого этажа широкой аркады. В западной стене пробит вход в башню, в которой проходит винтовая лестница. Грушевидные ребра нефы дважды vyzlabena pasy отделяющими восточную и западную часть. В оратории находится нео-готический портал, ведущий к часовне Девы Марии Болестне. Часовня относится к времени Грубера.

##### Экстерьер
Внешнее расположение нефа такое же как у пресвитерия, на свободных углах находятся внешние колонны, которые разделяют стены как у внутренних полей.

##### Башня
У фасада церкви стоит стройная башня, высокая 38 метров. Башня имеет в нижней части форму четырёхугольной призмы дважды окруженную карнизами, сначала на высоте под окнами, а потом у уровня коронного карниза нефа. Башня выше продолжается узким призмовым этажом со стрельчатым сводом. Эта часть башни имеет три этажа, разной высоты. Над вторым карнизом следует более узкая, восьмиугольная часть с двумя стрельчатыми окнами в этажах, разной высоты. Толщина кладки башни около 80 см. Купольная крыша времен барокко была Грубером заменена на пирамидальную, которая до сих пор находится на башне. Эта башня в сравнении со всеми остальными имеет наибольший отклонение от вертикали, 63 см по направлению к улице На Слупи.
Оба щита нефа имеют панели времен реставрации XIX века.
От готического монастыря ничего не сохранилось и современный вид здания бывшего монастыря определён изменениями XIX века.

## Интересное

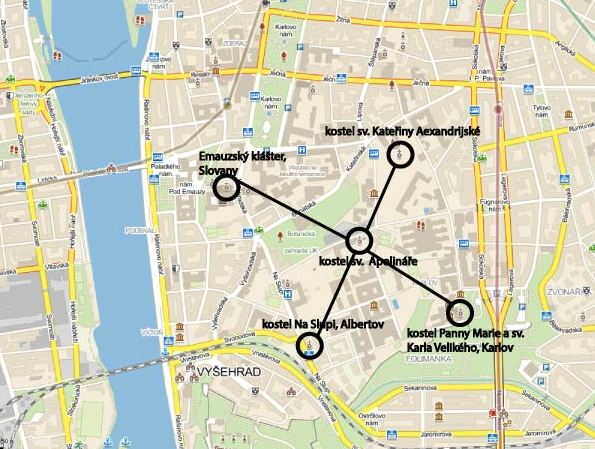

«Церковь На Слупи» часто называют первым готическим строением в Чехии, где купол держится на одном столбе, но несправедливо. Самой старой известной такой церковью является церковь Кирилла и Мефодия в Брно, которая была разрушена.
Расположение известных зданий, построенных в период Карла IV определено небесной символикой и христианской мистикой. Пять церквей Нового Города, основанных Карлом IV, формируют крест. В северо-южной части находится пересечение церквей «святой Екатерины» (Kostel svaté Kateřiny Alexandrijské) и «церкви Благовещения Пресвятой Богородицы на Слупи», в западно-восточной части «церковь Успения Девы Марии и Святого Карла Великого» (kostel Nanebevzetí Panny Marie a svatého Karla Velikého) и «церковь святой Девы Марии на Слованех» (kostel Panny Marie na Slovanech), которые пересекаются в «церкви святого Аполлинария» (kostel sv. Apolináře). Башни «церкви на Траве(Na Trávníčku)», «Аполлинария», «Екатерины» стоят в ряду и имеют одинаковую архитектурную композицию. Это заставляет нас верить, что расположение этих церквей в данной области было таковым уже в первоначальном проекте города, хотя церковные строения и оборудование создавались в основном в южной области Нового Города в течение пятнадцати лет («Церковь Девы Марии на Слованех» 1347, «церковь Девы Марии и святого Карла Великого» 1352, «церковь святой Екатерины» 1355, «церковь Благовещения Пресвятой Богородицы на Слупи» 1360, «церковь святого Аполлинария» 1362). Перекрещивание сооружений в средневековье означало особое благословение городу. Вертикальная полоса продолженная на юг имеет своё основание на Вышеграде у храма построенного в оси «церкви святого Петра и Павла» (kostela sv. Petra a Pavla).

## Фотогалерея

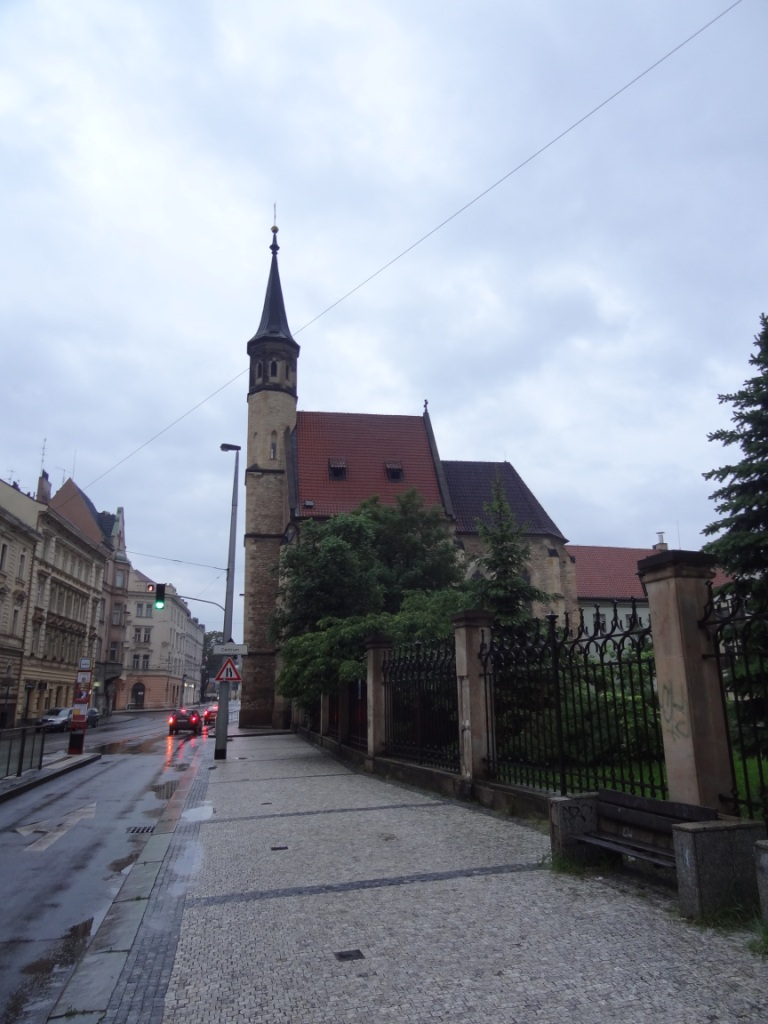
Башня с южной стороны
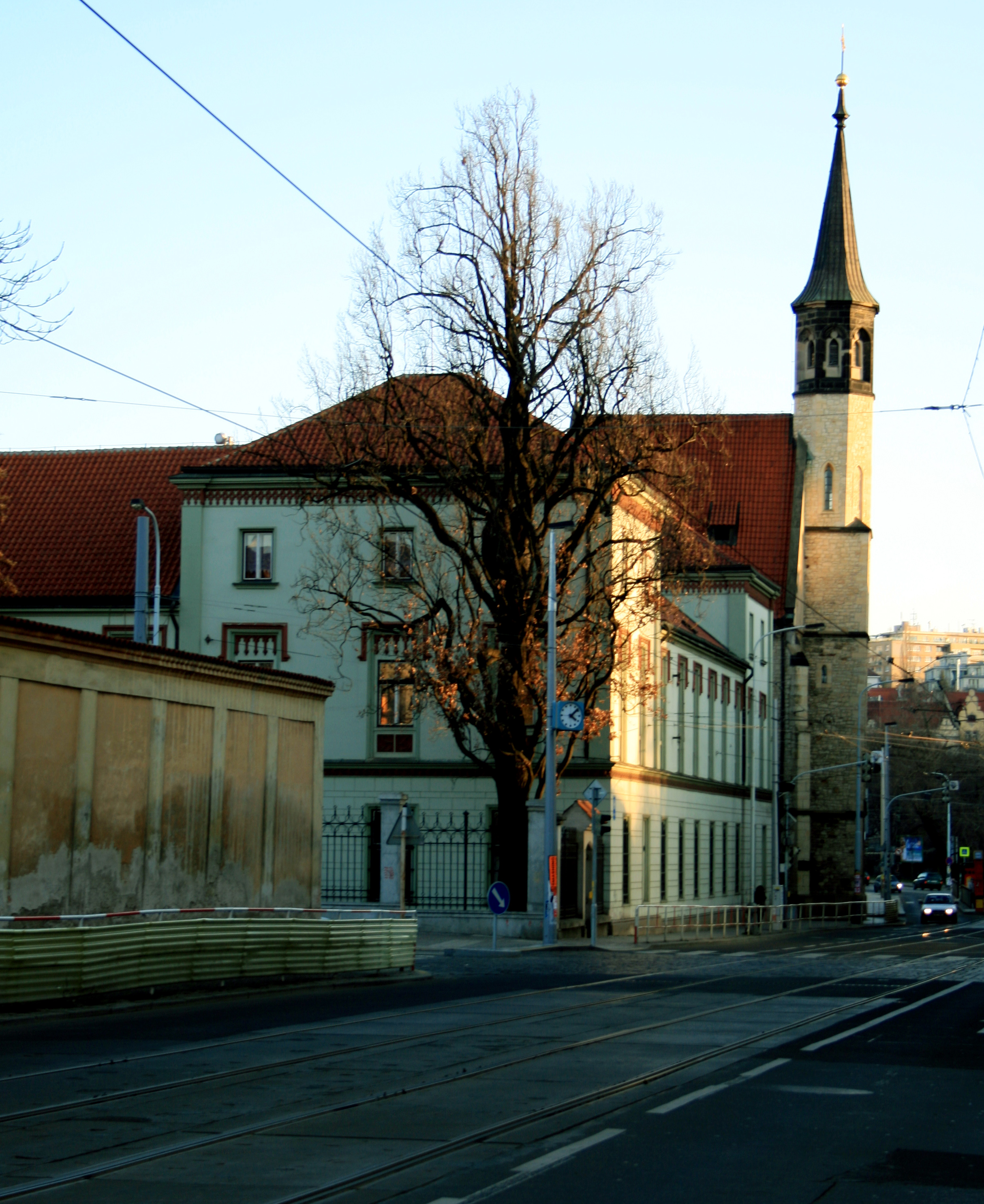
Церковь
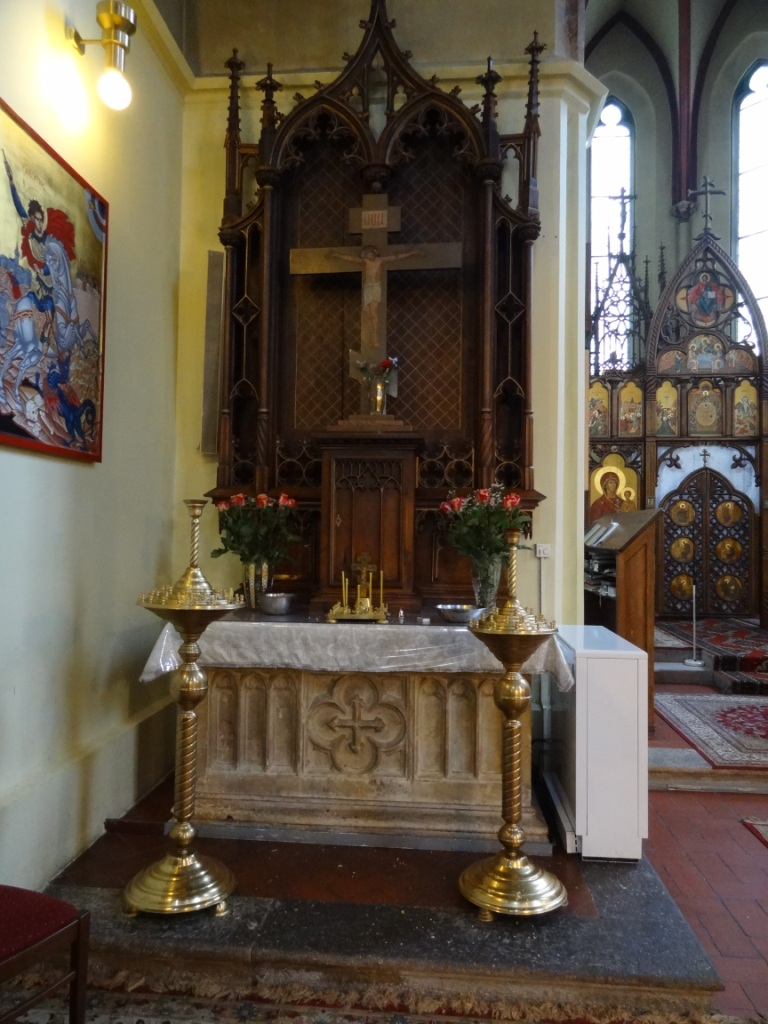
Алтарь на северной стороне
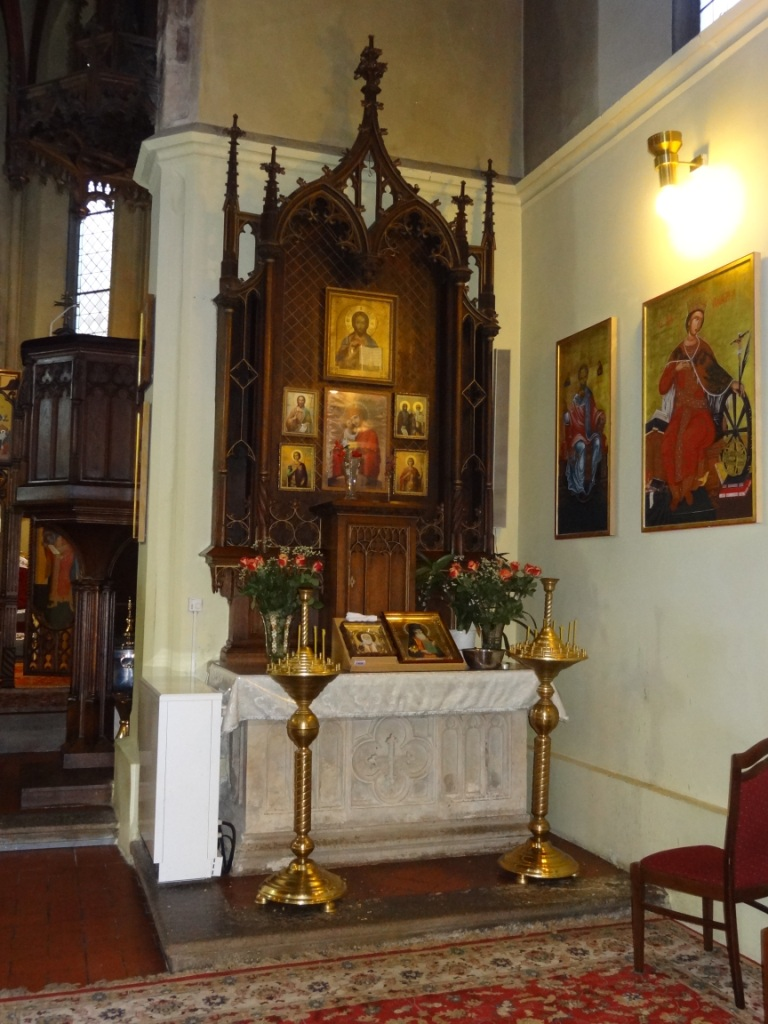
Алтарь на южной стороне
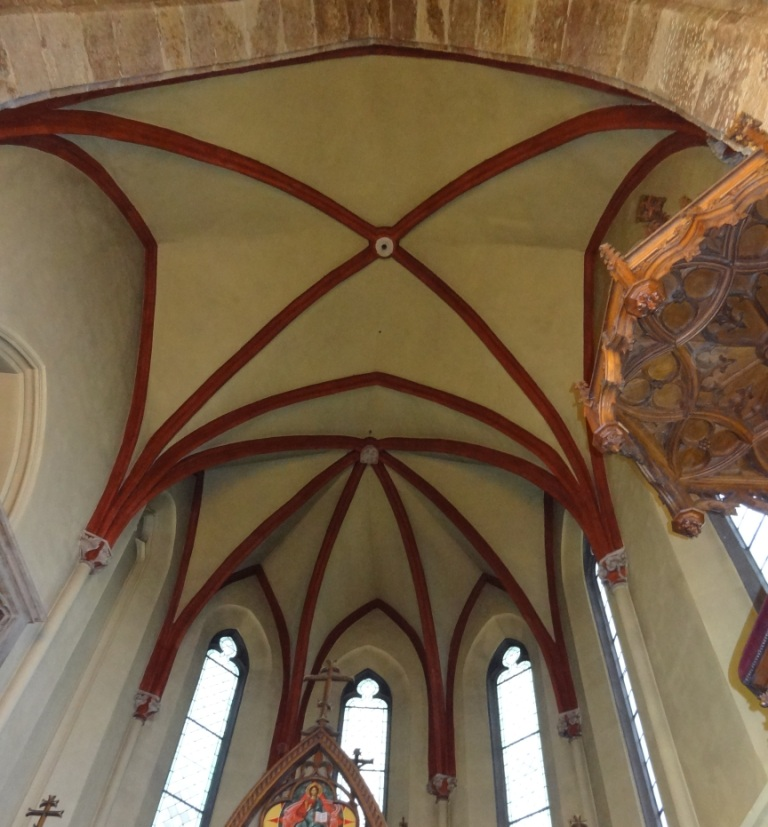
Свод пресвитерия
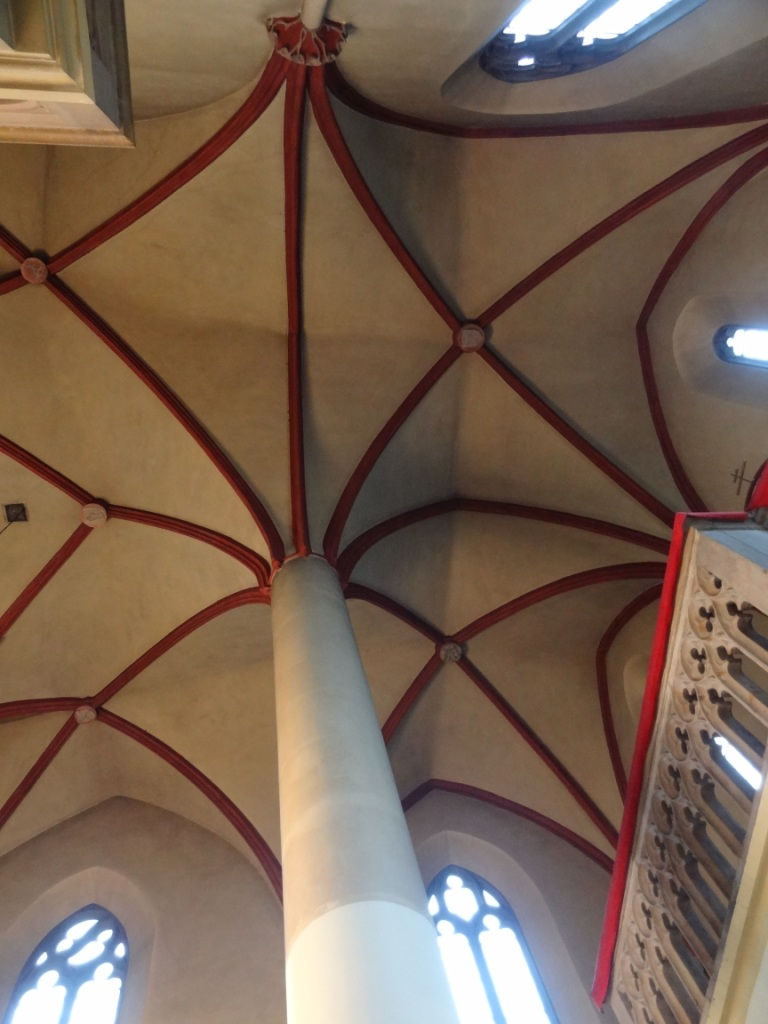
Свод в нефе
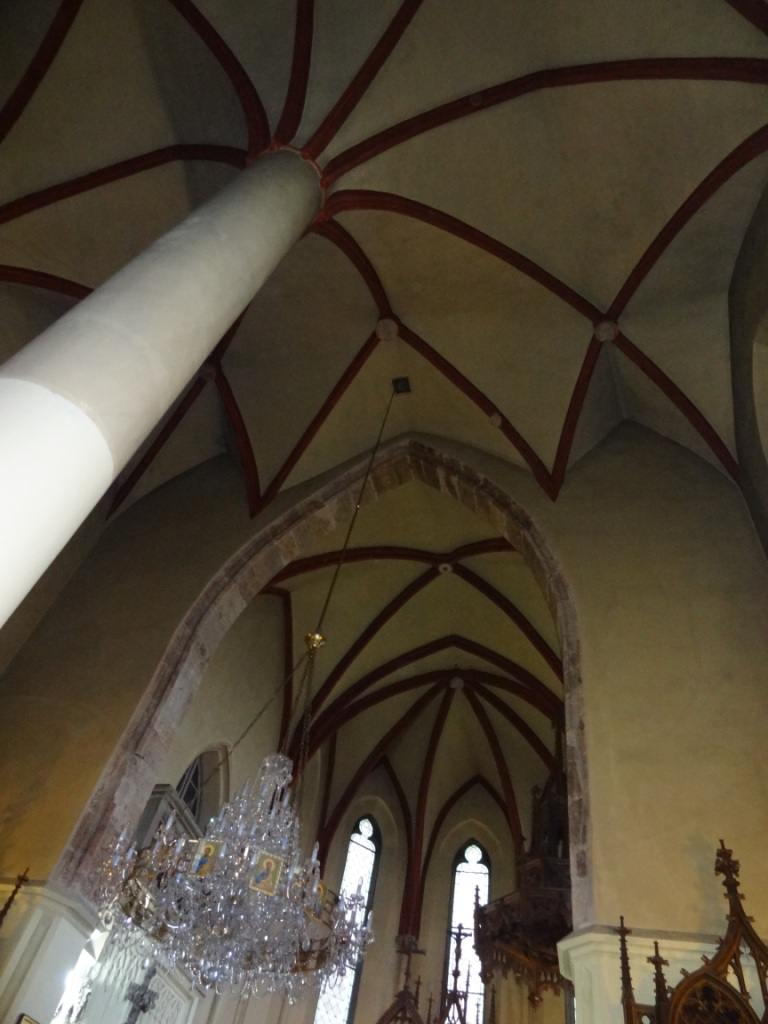
Свод церкви
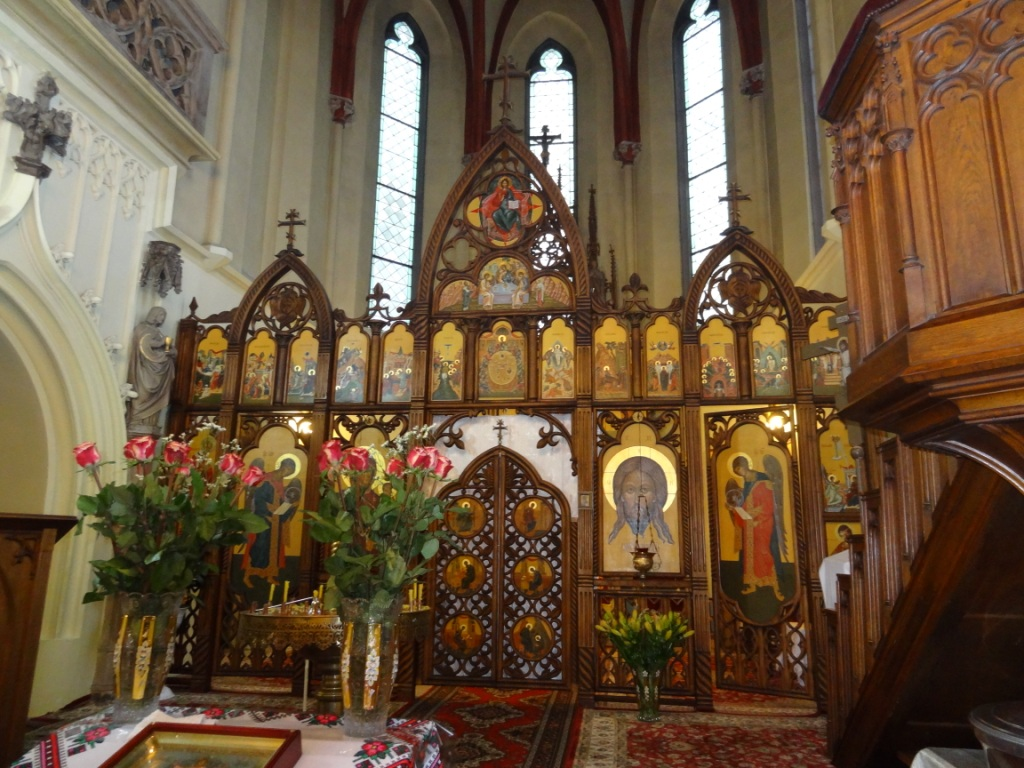
Алтарь с иконами
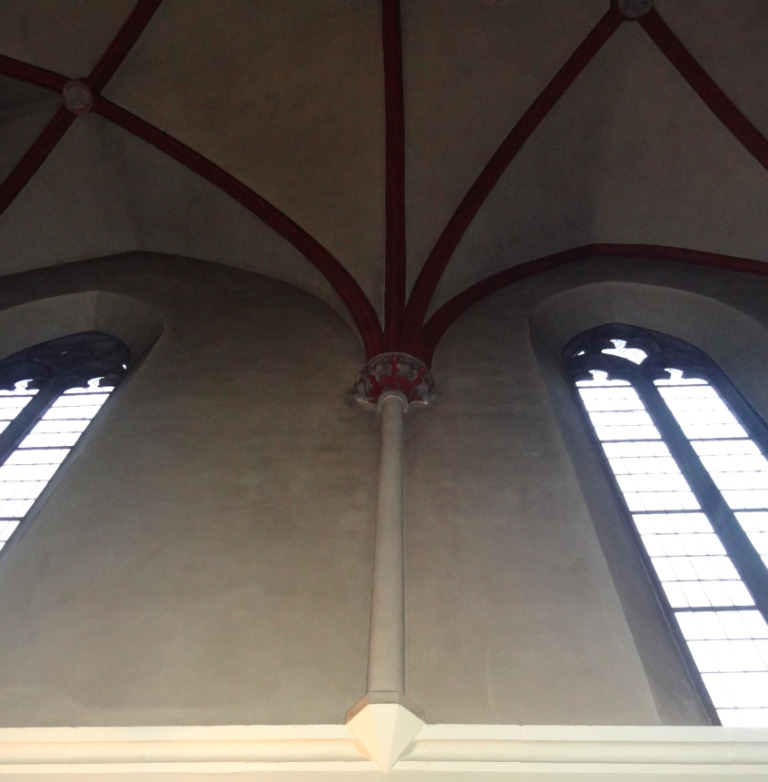
Деталь ребра
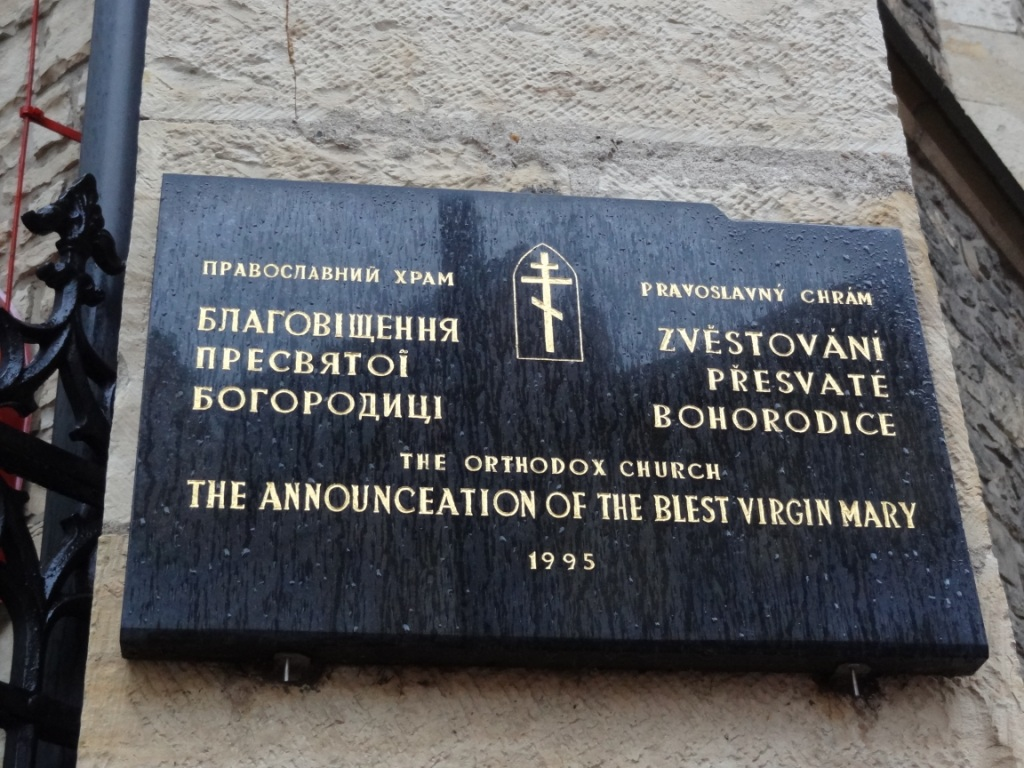
Доска у входа в церковь
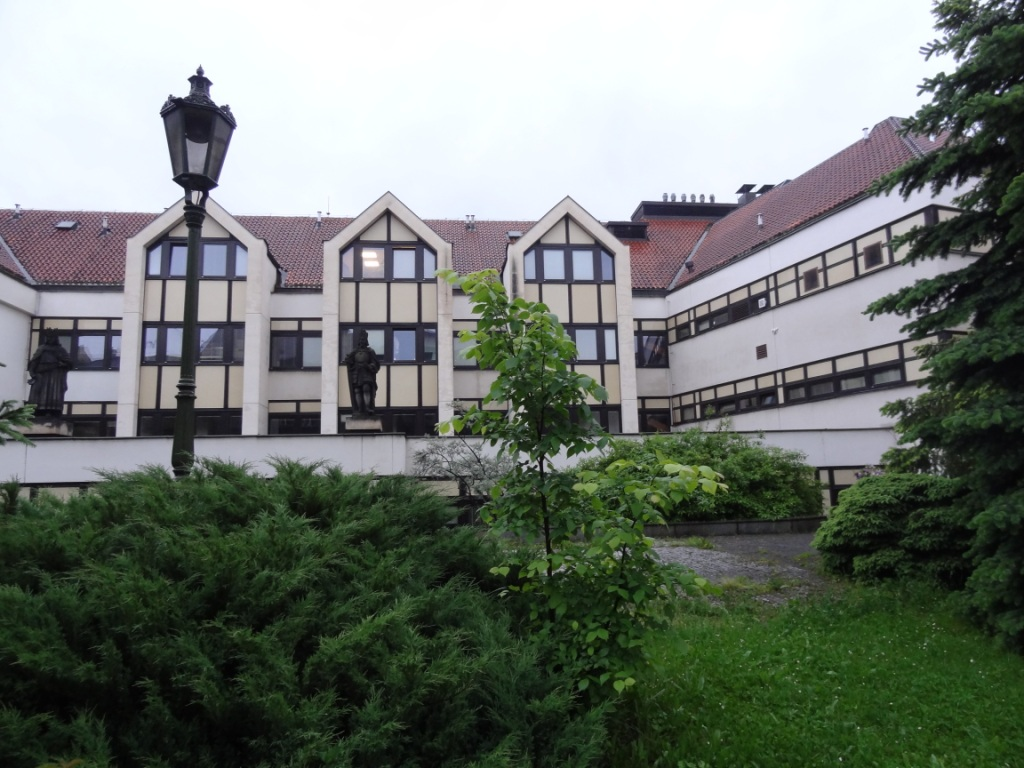
Бывшее здание монастыря, запад
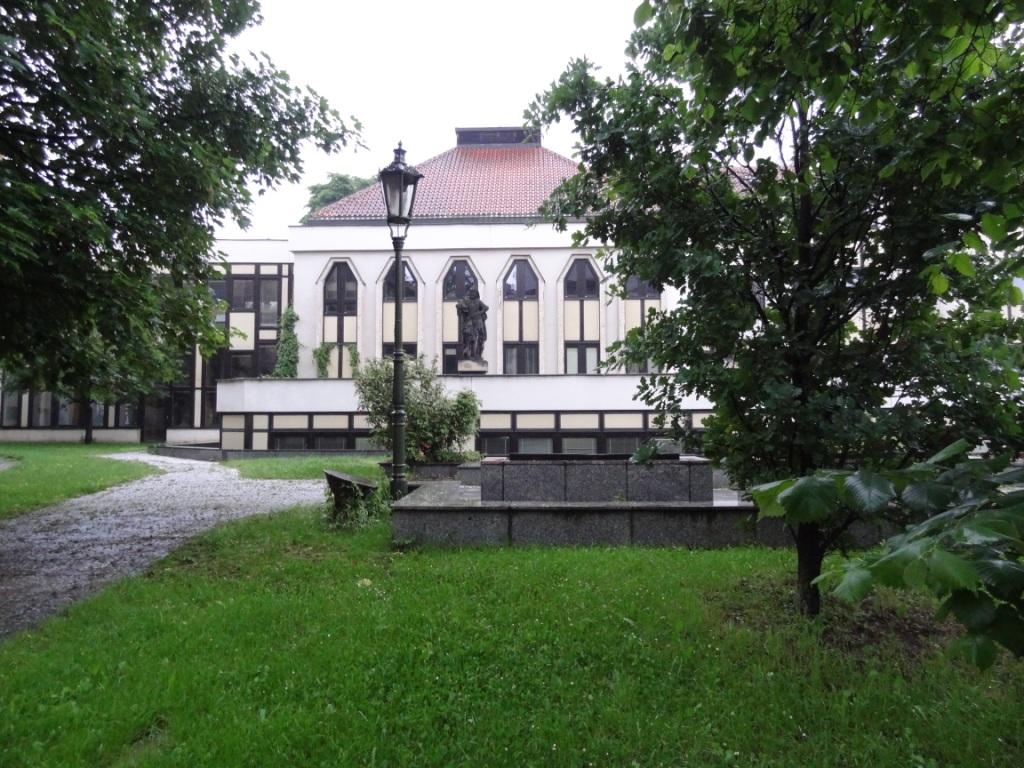
Бывшее здание монастыря, запад